# 南京七四二五橡塑
南京七四二五橡塑有限責任公司，簡稱南京七四二五橡塑（英語：Nanjing 7425 Rubber & Plastic Company Limited），總部位於江苏省南京市迈皋桥创业园7号。在1911年建立，現時由中国化工橡胶总公司（中國化工集團公司旗下）全資擁有。而該公司最早可追溯至「联合勤务总司令部三O二厂」，中共政权接收后，历为「华东军区后勤部运输部三O二厂」、「中国人民解放军第七四二五工厂」、「南京新星汽车橡胶厂」、「南京七四二五工厂」，以及「中車集團南京七四二五工廠」。
現時業務在中國內地經營生產及銷售汽车制动软管、空调软管、动力转向管及油管、水管、气管等;汽车用油封、“O”型圈等；铁路机车车辆制动软管、总风软管、轴承油封、双作用弹性旁承体、转向架交叉杆轴向橡胶垫等橡胶减震制品，「7425」為主要品牌的。
而董事長及鞠建宏，以及總經理為王春明。

## 連結
- NJ7425.com